# Ole Rømer Aagaard Sandberg (agronom)
Ole Rømer Aagaard Sandberg, född 18 januari 1865 i Onsø, död 27 juli 1925 på Hol, var en norsk agronom. Han var son till Ole Rømer Aagaard Sandberg och far till Ole Rømer Aagaard Sandberg.
Sandberg blev student 1881, officer 1885, avlade militär högskoleexamen 1888, blev 1889 premiärlöjtnant och adjutant vid Østerdalens linjebataljon och 1898 kapten. Han var från 1889 hemmansägare i Furnes och övertog efter faderns död 1899 Storhamars gods i Vang, Hedemarkens amt. Från 1892 var han även under en följd av år redaktör för Aftenpostens lantbrukstidning. Han tog avsked från militären för att ägna sig åt sin övriga verksamhet.
Sandberg tog vidare verksamt del i lantmännens organisation, var länge ordförande i Hedemarkens lantbruksällskap och medlem av direktionen för Selskapet for Norges vel, förutom att han innehade många andra uppdrag. I perioden 1910-1912 var han Stortingsrepresentant för Hedemarkens amt, vald av Høyre och Frisinnede Venstre.